# ولیکو اوگرینیچ
ولیکو اوگرینیچ (انگلیسی: Veljko Ugrinić؛ ۲۸ دسامبر ۱۸۸۵ – ۱۵ ژوئیهٔ ۱۹۵۸) بازیکن و مربی فوتبال اهل یوگسلاوی بود.
از باشگاه‌هایی که در آن بازی کرده‌است می‌توان به باشگاه فوتبال زاگرب اشاره کرد.